# Tanja Fajonová
Tanja Anna Fajonová (* 9. května 1971 Lublaň) je slovinská politička. Je předsedkyní strany Socialni demokrati a ministryní zahraničí ve vládě Roberta Goloba.
Vystudovala marketing a žurnalistiku na Univerzitě v Lublani, pak pokračovala ve studiu mezinárodní politiky na Univerzitě Paříž XI. Pracovala pro Radio glas Ljubljane a CNN, od roku 2001 byla zahraniční zpravodajkou stanice Radiotelevizija Slovenija. V letech 2009 až 2022 byla poslankyní Evropského parlamentu. Byla členkou Výboru Evropského parlamentu pro občanské svobody, spravedlnost a vnitřní věci a místopředsedkyní meziskupiny pro média. Působila také v parlamentní delegaci pro země západního Balkánu a podílela se na zrušení vízové povinnosti pro občany Bosny a Hercegoviny a Albánie.
Roku 2020 nahradila Dejana Židana v čele slovinské sociálně demokratické strany. V červnu 2022 se v koaliční středolevé vládě stala ministryní zahraničních věcí a vicepremiérkou. V říjnu 2022 byla zvolena místopředsedkyní Strany evropských socialistů. Působí také v organizaci Friends of Europe. Mezi své programové priority zařadila prosazování feministických témat v zahraniční politice.
Jejím manželem je německý novinář Veit-Ulrich Braun. V médiích pracovali také oba její rodiče, bratr Sašo Fajon je hudebník.